# Noaillan
Noaillan é uma comuna francesa na região administrativa da Nova Aquitânia, no departamento da Gironda. Estende-se por uma área de 31,78 km². Em 2010 a comuna tinha 1 718 habitantes (densidade: 54,1 hab./km²).